# Naturdenkmal Eiche an der Schlosskapelle

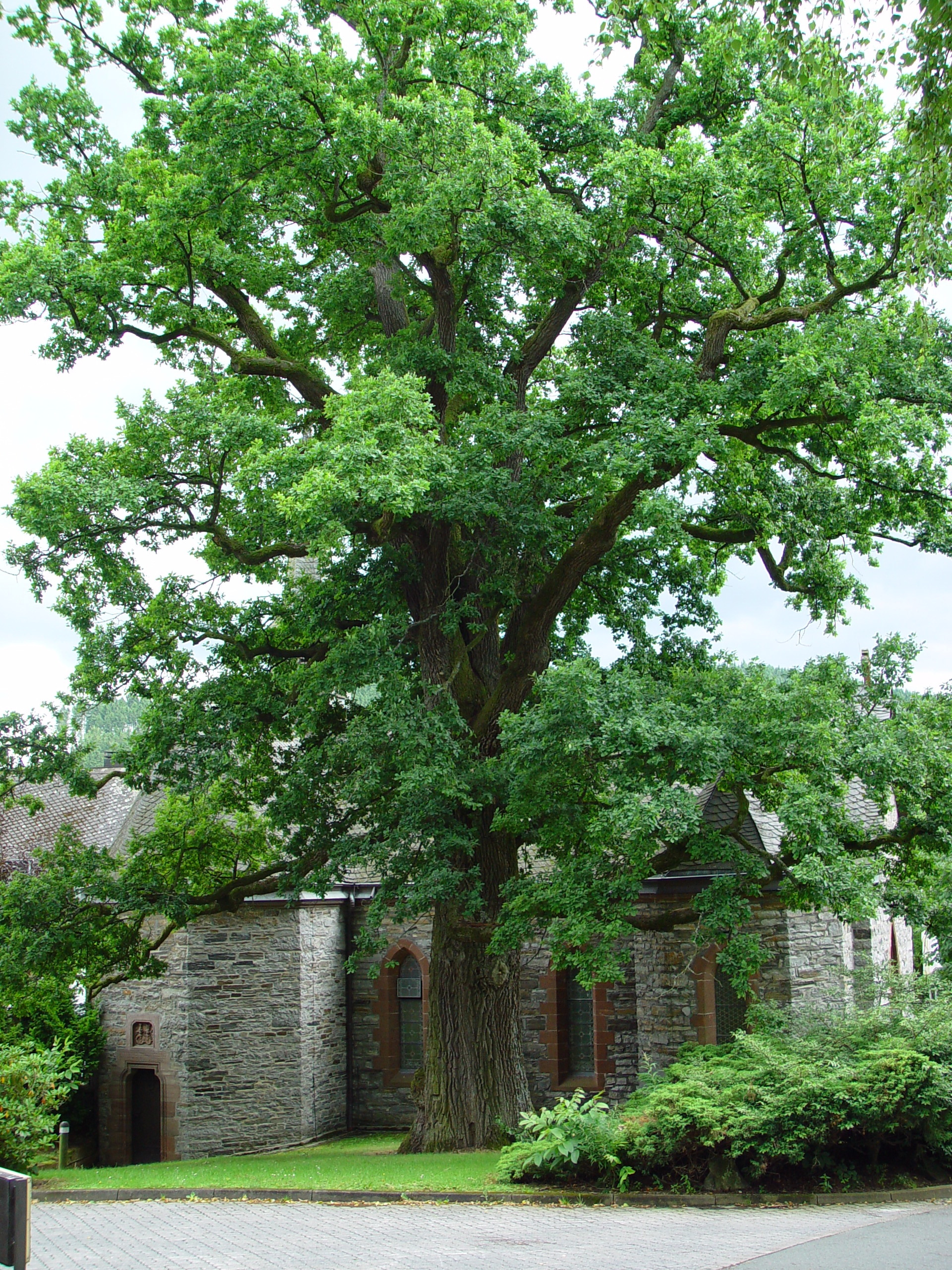
Eiche mit der Schlosskapelle im Hintergrund

Das Naturdenkmal Eiche an der Schlosskapelle befindet sich neben der Schlosskapelle von Schloss Gevelinghausen im Stadtgebiet von Olsberg. Die Eiche wurde 2006 durch den Hochsauerlandkreis als Naturdenkmal ND 210 Eiche an der Schlosskapelle ausgewiesen.
Die Stiel-Eiche (Quercus robur) steht an der Nordseite der Schlosskapelle. Der mächtiger Stamm hat einen Umfang von etwa 5,3 m und ist hohl. Das Alter wurde 2014 auf 350 Jahre berechnet. Der Baum ist 25 m hoch.
2018 sollte die Eiche gefällt werden, da sie laut einem ersten Gutachten nicht mehr dauerhaft standsicher sei. Nach heftigen Bürgerprotesten, bei denen die Eiche u. a. besetzt wurde, um eine Fällung zu verhindern, kam es zu einem zweiten Gutachten. Im Zweitgutachten wurde die Standsicherheit bejaht. Die Untere Naturschutzbehörde entschied deshalb die Eiche nicht fällen zu lassen.